# Cliftonville Football Club
Cliftonville Football & Athletic Club (The Reds) é um clube de futebol da Irlanda do Norte que joga atualmente a NIFL Premiership (Campeonato Norte-Irlandês de Futebol). 
O clube foi fundado em 20 de setembro de 1879 por John McCredy e McAlery no subúrbio de Cliftonville, no norte de Belfast, sendo assim o clube de futebol mais antigo da Irlanda do Norte. Joga seus jogos caseiros no mesmo estádio desde 1890 o Solitude Stadium. 
O Cliftonville compartilha longas rivalidades históricas com dois grandes clubes da cidade de Belfast, o Glentoran e o Linfield.  
Tem quatro títulos da NIFL Premiership na história sendo eles nos anos de 1905-1906 (dividido), 1909–10, 1997–98, 2012–13 e 2013–14. 